# 馬勞納南美無背魚
馬勞納南美無背魚，為輻鰭魚綱電鰻目線翎電鰻科的其中一種，為熱帶淡水魚，分布於南美洲巴拉那河流域，體長可達19.6公分，棲息在底中層水域，生活習性不明。